# Gnutella
Gnutella är ett peer-to-peer-system för fildelning. 
Gnutella skapades av Justin Frankel, Winamps skapare, samt Tom Pepper och släpptes via företaget Nullsofts webbplats. På grund av hot om juridiska åtgärder togs programmet snabbt bort därifrån. Gnutella hann dock laddas ned av tillräckligt många för att kunna spridas obehindrat efter detta.
Dessutom släpptes även källkoden under en så kallad 
GNU General Public License (GPL) vilket möjliggjorde vidareutveckling av programmet. Detta i sin tur ledde till att en mängd olika kopior spreds över Internet med olika namn och egenskaper.
Exempel på klientprogramvaror är BearShare, Limewire, Gtk-Gnutella samt Frostwire.